# تارپی ویلیج (کالیفرنیا)
تارپی ویلیج (به انگلیسی: Tarpey Village) یک منطقهٔ مسکونی در ایالات متحده آمریکا است که در شهرستان فرسنو، کالیفرنیا واقع شده‌است. تارپی ویلیج ۲٫۰۸۵ کیلومتر مربع مساحت و ۳٬۸۸۸ نفر جمعیت دارد و ۱۰۷ متر بالاتر از سطح دریا واقع شده‌است.